# Inmigración francesa en el Perú
Un franco-peruano (del francés: franco-péruvien) puede ser un peruano de ascendencia francesa; un francés de origen peruano o una persona de origen francés y peruano.[cita requerida] Los franceses son el tercer mayor grupo de inmigrantes a establecerse en el país después de los españoles, italianos y británicos (según el censo de 2014).

## Historia
Durante los siglos XIX y XX, llegaron inmigrantes franceses de forma espontánea al Perú, especialmente durante el periodo entre 1700 y 1725. Por esta razón, son numerosos los apellidos de origen francés en este país. La predominancia de estos migrantes galos provino de la parte suroeste de Francia (Pirineos Atlánticos y región de Burdeos), aunque también una porción notable declaró haber venido de la región parisina. 
Los franceses se dedicaron al comercio en detalle y de artículos de lujo, sin embargo, fueron los pequeños artesanos quienes conformaron el sector más numeroso de esta diáspora. A mediados del siglo XIX, llegó el mayor número de inmigrantes franceses -se estiman alrededor de quince mil colonos.
Los franceses se dedicaron al comercio en detalle y de artículos de lujo en gran medida a su gastronomía peruana-francesa. Numerosos soldados franceses combatieron por la independencia de dicho país , la Corona francesa y Británica siempre se interesaron por Perú y México por ser los Virreinatos más ricos e influyentes en la época. Después de proclamar la independencia numerosas olas de ciudadanos franceses llegaron al franceses, entre ellos profesionales,técnicos,campesinos que se establecieron en la capital de Lima y el norte del Perú. La gran influencia y auge llegó durante la guerra del Pacífico y el apoyo francés y la casa comercial dreyfus al Perú a cargo del Almirante Petit Thouars al enviar batallones de soldados franceses y británicos a cuidar la ciudad de un posible ataque a la población tras amenazar al General chileno Baquedano advirtiendole Si incendiaba la capital,daría la orden de hundir sus barcos y dar el apoyo militar al Coronel Avelino Cáceres , lo cual el general Baquedano al ver que Avelino Cáceres estaba dando una aplastante derrota a las tropas chilenas en la Sierra del Perú , desistió su intención de incendiar la capital con el temor de una intervención francesa al apoyo del Perú. Después de la guerra del Pacífico se desencadenó una guerra Civil entre Avelino Cáceres y Nicolás de Pierola el coronel reprochó a Pierola de firmar la rendición cuando el Ejército de Cáceres estaba derrotando a las tropas chilenas en la Sierra del Perú lo cual las tropas chilenas estaban desgastadas y muchos desertaron por el ataque de las tropas peruanas lo cual el Genetal chileno baquedano añadió varios años después que la soldadesca chilena ya no quería luchar por la feroz resistencia de Avelino y sus tropas  a quien lo llamaban el brujo de los andes y por el temor a que los guerrilleros peruanos los atraparan y quemaran como en concepción. El almirante francés apoyo al Coronel Avelino Cáceres en la guerra Civil derrotando a Nicolás de Pierola. Donde instruyó al Ejército del Perú con La influencia napoleónica francesa. La casa Dreyfus promovió la inmigración de colonos franceses llamándola "La Inmigración secreta" debido a que EE.UU no permitía intervenciones en asuntos políticos y militar  de potencias europeas a países americanos. Después de acabar la guerra Civil llegaron profesionales y técnicos , comerciantes y hacendados a industrializar el Perú. El Pintor francés Alessio Brunnie en 1912 mencionó que Lima parecía una colonia francesa por el numeroso índice de ciudadanos que habrían formado familias ahí , más tarde luego llegaron a pertenecer a la élite limeña en lo político y militar.